# Aeroporto de Xapuri
O Aeroporto de Xapuri (ICAO: SWXU) é um aeroporto brasileiro localizado no município de Xapuri, no estado do Acre.